# مورلنباخ
مورلنباخ (به آلمانی: Mörlenbach) یک منطقهٔ مسکونی در آلمان است که در برگ‌شتراسه واقع شده‌است. مورلنباخ ۹٬۸۸۴ نفر جمعیت دارد.

## خواهرخوانده
شهر گاردونی خواهرخواندهٔ مورلنباخ هست.